# دشت بزرگ بندر
دشت بزرگ بندر (به انگلیسی: Bender's Big Score) انیمیشنی آمریکایی است که به صورت دی‌وی‌دی پس از لغو مجموعه فوتوراما به بازار عرضه شد. این فیلم محصول سال ۲۰۰۷ میلادی است.